# كهف ماهي كور
كهف ”ماهي كور“ هو كهف يقع في محافظعة لرستان في قسم بابي بالقرب من قرية باسم ليوان، هذا الكهف هو المَعلم الطبيعي الوطني الوحيد في مقاطعة لرستان، وتم تسجيل هذا المَعلم في عام 2005 كمعلم وطني طبيعي، ويوجد مثالان نادران وفريدان للأسماك العمياء الموجودة في هذا الكهف والتي لم يكتشف شبيها لها في أي مكان آخر بالعالم، وتفقد هذه الأسماك القدرة على الإبصار وهي عمياء بشكل كامل، ولا يمكن مشاهدة أي آثار خارجية للعين عليها، ولأنها تعيش في المياه الجوفية وفي ظلام الكهوف فهي تُعرف بالسمك الأعمى.

## كيفية اكتشاف كهف ”ماهي كور“ - الأسماك العمياء
وصل اثنين من علماء الطبيعة الدنماركيين في عام 1929 إلى حفرة زرقاء بالقرب من قرية ليوان حيث واجهوا هناك نوعا من الأسماك العمياء، وقد نقلوا عدة عينات من هذا النوع من الأسماك إلى بلادهم وسجلوها باسم السمك الأعمى، ورفضوا الكشف عن موقع إكتشاف الأسماك، لكن فريق البحث والإستكشاف العائد لباحث إنجليزي يُدعى أنتوني جون سميث من جامعة أكسفورد سافر إلى إيران ومدينة كرمان في 17 يونيو 1951 لاكتشاف موقع السمكة العمياء ولكنه، عاد إلى إنجلترا خالي الوفاض بعد ثلاثة أشهر من البحث، وبعد 26 عاما أدرك جون أن الأسماك المعنية لا توجد في قنوات مياه كرمان بل في جبال زاغروس، وعلى أثر ذلك سافر سنة 1977 متعقبا أثر الدانماركيين إلى منطقة بابي لرستان ووُفِق في إكتشاف موقع السمك الأعمى، وألف بعد عدة سنوات كتابا بعنوان «سمك إيران الأبيض الأعمى».

## القيمة العلمية والبحثية
ليس للأسماك العمياء أي قيمة اقتصادية من حيث المصايد ، ولكن كمصادر للموارد الوراثية النادرة ، فقد تم تقييمها ودراستها في العديد من المعاهد البحثية. يتم عرض هذا النوع من الأسماك على شكل أسماك زينة مذهلة وجميلة في متاحف الحياة البرية وأحواض الأسماك.

## خطر الانقراض
يقع الكهف الأعمى في منطقة نائية ويصعب الوصول إليه للغاية، وكان هذا امتيازًا لهذه السمكة، لكن بعض الناس يقبلون عناء الوصول إلى فم الكهف وصيد الأسماك التي تظهر على السطح. لأنه يتم الاحتفاظ بها في حوض للماء وبعض الناس يشتريها ويبيعها بأسعار عالية.